# Vilvidz
Vilvidz (en rus: Выльвидзь) és un poble de la República de Komi, a Rússia, segons el cens del 2010 no tenia cap habitant.